# Ge Schaapman
Geesje (Ge/Gé) Schaapman (Haarlem, 7 juli 1926 – Venlo, 1 januari 2011) was een Nederlands politicus van de PvdA.
Ze werd geboren als dochter van Geerhard Schaapman (1900- 1945) en Hendrikje Mulder (1901-1977?). Haar vader was politieagent en tijdens de Tweede Wereldoorlog was hij betrokken bij het verzet. Hij werd gearresteerd, in Duitsland opgesloten en overleed daar in mei 1945 kort na de bevrijding in een Engels hospitaal. Ze heeft huishoudschool gedaan en was van 1941 tot 1946 hulp in de huishouding. Daarnaast deed ze een avondopleiding bij een mulo. Vervolgens was ze van 1946 tot 1949 in het toenmalige Nederlands-Indië werkzaam als sergeant-telefoniste bij het Vrouwen Hulpkorps van de Koninklijke Landmacht. In dat laatste jaar is ze getrouwd en ze werd moeder van drie kinderen. Zowel van 1967 tot 1969 als van 1974 tot 1977 was ze lid van de partijraad van de PvdA. Verder was ze van 1970 tot 1976 lid van het hoofdbestuur 'Rooie Vrouwen' van de PvdA. In 1974 kwam ze in de gemeenteraad van Venlo en werd daar ook fractievoorzitter (haar man was voorzitter van de PvdA-afdeling Venlo maar in 1975 is dat huwelijk ontbonden). Schaapman werd in 1977 Tweede Kamerlid waar ze zich voornamelijk bezighield met onderwijs, emancipatie en volksgezondheid. Bij de verkiezingen van 1982 kwam ze, tot ongenoegen van haarzelf en de 'Rooie vrouwen', op een onverkiesbare plaats waardoor na vijf jaar een einde kwam aan haar lidmaatschap van de Tweede Kamer. Ook daarna bleef ze lange tijd maatschappelijk actief. Schaapman overleed in 2011 op 84-jarige leeftijd.
- Biografisch Portaal: 58422927
- Parlement.com: vg09lli5ymzi